# Петровський Федір Дмитрович
Фе́дір Дми́трович Петро́вський (1898  —?) — повстанець, один із командирів Червоного козацтва.

## З життєпису
Народився у 1898 році за одними данними у с. Мала Бобровиця, за іншими у с.Веркіївка (нині Чернігівської області). Українець.
Захоплений німцями у Дроздовській лікарні після повстання в серпні 1918 року на Ніжинщині.
Поранених повстанців живцем закопано на станції Вересоч.
Один з чотирьох вцілілих повстанців, викопаних сестрами Кичко.
Пізніше на мосту в Вересочі схоплені німецькими солдатами.
Чернігівський військово-польовий суд присудив кожного до десяти років каторги з відбуванням в Берестейський в'язниці.
Втік з фортеці і повернувся до дому.
Вступив до Червоного козацтва. Член ВКП(б) з 1921 року.
В складі 2-ї Української радянської дивізії вступив в бій під Білгородом з корпусом Болбочана.
З початком німецько-радянської війни добровільно призвався до лав РСЧА ще в червні 1941 року.
Станом на грудень 1944 року, у званні майора був начальником окремого батальйону видужуючих 40-ї армії

## Відзнаки
- орден Трудового Червоного Прапора УСРР (1.09.1930)[1] — За активну участь у колективізації сільського господарства.
- орден Червоної Зірки (14.12.1944)[2] — за велику роботу виздоровленню і поверненню до строю особового складу для діючих частин Армії. Лише за 1944 рік повернуто в стрій батальйоном 7800 чол.
- орден Вітчизняної війни І ступення (1985)